# 盐都街道
盐都街道是中华人民共和国河南省平顶山市叶县下辖的一个街道办事处。

## 行政区划
盐都街道下辖以下村级行政区划单位：
程寨村、孙湾村、问村、东卫庄村、刘庄村、焦庄村、余庄村、胡村、郑庄村、草厂庾村、李村、曹庄村、徐庄村、沟李村和张庄村。